# Lech Bieganowski
Lech Andrzej Bieganowski (ur. 7 czerwca 1940 w Kowalewie Pomorskim, zm. 22 marca 2017) – polski lekarz, doktor habilitowany nauk medycznych. 

## Życiorys
W 1964 uzyskał dyplom lekarza na Wydziale Lekarskim Akademii Medycznej w Gdańsku (obecnie Gdański Uniwersytet Medyczny), po czym rozpoczął pracę w  Szpitalu Miejskim w Toruniu. Tam też w 1968 na Oddziale Okulistycznym uzyskał pierwszy stopień specjalizacji, a w 1972 drugi. Następnie został zatrudniony w Oddziale Okulistycznym Zespołu Nauczania Klinicznego w Bydgoszczy, przekształconym z czasem w Klinikę Okulistyczną AM. W 1977 uzyskał stopień doktora na podstawie rozprawy naukowej pt. „Zagadnienie profilaktyki odwarstwienia siatkówki w wysokiej krótkowzroczności u chorych z zaćmą”. Od 1977 aż do przejścia na emeryturę piastował funkcję ordynatora Oddziału Okulistycznego w Szpitalu Wojewódzkim im. Ludwika Rydygiera w Toruniu. Stopień doktora habilitowanego nauk medycznych uzyskał na Pomorskiej Akademii Medycznej w Szczecinie (obecnie Pomorski Uniwersytet Medyczny w Szczecinie) w 2003. Jego rozprawa habilitacyjna otrzymała wyróżnienie Polskiego Towarzystwa Historii Medycyny i Farmacji. Był działaczem Towarzystwa Naukowego w Toruniu oraz profesorem nadzwyczajnym Wydziału Nauk o Zdrowiu Kujawskiej Szkoły Wyższej we Włocławku.